# Zollchow (Milower Land)
Zollchow ist ein Ortsteil der Gemeinde Milower Land im Landkreis Havelland in Brandenburg, (Deutschland).

## Geografie und Verkehrsanbindung
Zollchow liegt an der K 6319 direkt an der westlich verlaufenden Landesgrenze zu Sachsen-Anhalt. Die B 188 verläuft nördlich.
Zum Ortsteil Zollchow gehören die Gemeindeteile Galm und Grille.

## Orts- und Gutsgeschichte
Vom 14. bis ins frühe 17. Jahrhundert waren die Herren von Randow Lehnsmänner zu Zollchow. Ab Mitte des 15. Jahrhunderts gehörte Zollchow nach alten Matrikeln auch dem Adelsgeschlecht derer von Katte. 1729 wurde aus Zollchow ein eigenständiges Gut, gehörte vormals zu anderen Besitzungen der Katte. Nach dem Gothaischen Genealogischen Taschenbuch des Adels stellte die Gutsherrenfamilie ausgangs des 18. Jahrhunderts mit Ludwig von Katte, seinem Sohn Alexander von Katte und Georg von Katte fast ausnahmslos Gutsbesitzer mit Offizierstitel. Im 19. Jahrhundert bestand der Gutskomplex Zollchow mit Grille, Ziegelei und Schäferei und wurde nach Lehnsordnung vererbt. 1922 gehörte der damaligen Gutsherrin Katharina von Katte 549 ha Land.
Am 30. September 1928 wurde der Hauptteil des Gutsbezirks Zollchow mit der Landgemeinde Zollchow vereinigt und die in der Gemarkung Vieritz belegene Exklave des Gutsbezirkes in Größe von 183 Hektar mit der Landgemeinde Vieritz. Am gleichen Tag wurde auch der Gutsbezirk Galm mit der Landgemeinde Zollchow vereinigt. Letzter Gutsherr war laut dem Genealogischen Handbuch des Adels seit 1917 Martin von Katte (1896–1988), verheiratet mit Anna Luise Freiin von Bodenhausen-Burgkemnitz. Der Gutsbesitzer verfasste als Schriftsteller mehrere Werke, auch zur Genealogie seiner Adelsfamilie.
Der Ort gehörte ab 1945 zur Sowjetischen Besatzungszone. Der Grundbesitz der Familie von Katte wurde im selben Jahr durch die Bodenreform enteignet und das Schloss, in welchem 1770 der spätere Freiheitsheld Friedrich von Katte zur Welt gekommen war, gemäß dem sowjetischen SMAD-Befehl Nr. 209 im Jahr 1948 niedergerissen.
Am 20. Juli 1950 wurde die bis dahin eigenständige Gemeinde Schmetzdorf nach Zollchow eingemeindet.

## Wappen
| | Blasonierung: „Unter silbernem, unten durch einen blauen Leistenbalken begrenzten Schildhaupt, darin drei grüne Lindenblätter, in Silber zwei schräggekreuzte grüne Damhirschschaufeln.“ |
| Das Wappen wurde vom Heraldiker Jörg Mantzsch aus Magdeburg gestaltet und am 18. Dezember 2012 unter der Registratur 8 BR in die Deutsche Ortswappenrolle (DOWR) des HEROLD eingetragen und dokumentiert. Gestiftet wurde es vom Kulturverein Milower Land e. V., um es als Symbol der örtlich-lokalen Identität außerhalb von Amtshandlungen zu führen. | |

## Sehenswürdigkeiten
In der Liste der Baudenkmale in Milower Land ist für Zollchow ein Baudenkmal aufgeführt:
- Die evangelische Dorfkirche Zollchow (Lindenstraße 15) stammt wahrscheinlich aus der ersten Hälfte des 13. Jahrhunderts, sie wurde im 18. Jahrhundert erneuert. Nach einem Brand wurden in den Jahren 1847 bis 1849 der Turm und der Westteil der Kirche hinzugefügt. Der Altaraufsatz und die Kanzel stammen aus dem 18. Jahrhundert. Das Orgelprospekt wurde 1764 errichtet.

## Söhne und Töchter (Auswahl)
- Gottfried von Katte (1789–1866), preußischer Generalleutnant, in Zollchow geboren